# Revolución de 1934 en el País Vasco
La Revolución de 1934 en el País Vasco fue la forma cómo se desarrolló y las características específicas que presentó la Revolución de octubre de 1934 en Guipúzcoa, Vizcaya y Álava (y también en Navarra) en el contexto del segundo bienio de la Segunda República Española. 

## Antecedentes
Con el triunfo del centro-derecha en las elecciones generales de noviembre de 1933 y la formación de los gobiernos del Partido Republicano Radical, el primero presidido por Alejandro Lerroux y el segundo por Ricardo Samper, apoyados desde el parlamento por la CEDA (el partido de la derecha católica), se neutralizó el impulso estatutario propio del Estado integral definido en la Constitución de 1931 (que según la CEDA suponía un peligro de “desintegración de la patria”), lo que provocó graves tensiones allí donde los procesos de autonomía ya estaban en marcha.
En febrero de 1934 se paralizó el proceso de aprobación del Estatuto del País Vasco, cuando un diputado tradicionalista vasco planteó la exclusión de Álava de la autonomía vasca alegando que allí no se había alcanzado la mayoría necesaria (el 50%) en el referéndum celebrado el 3 de noviembre de 1933 (un hecho que se había producido precisamente por la oposición de los carlistas al estatuto vasco). El 12 de junio los diputados del PNV se retiraron de las Cortes como protesta por la paralización de la tramitación de su Estatuto y en solidaridad con la Esquerra Republicana de Cataluña que también había retirado los suyos después del que el Tribunal de Garantías Constitucionales anulase la Ley de Contratos de Cultivo aprobada por el parlamento catalán.
En el verano de 1934 surgió un conflicto en torno al Concierto Económico (el gobierno central pretendía modificar el régimen fiscal específico que tenía el comercio del vino en el País Vasco) lo que provocó una rebelión institucional de los ayuntamientos. La iniciativa corrió a cargo del ayuntamiento de mayoría republicano-socialistas de Bilbao y el liderazgo del movimiento lo ostentó el alcalde de San Sebastián, el republicano Fernando Sasiain (que en agosto de 1930 había presidido la reunión del Pacto de San Sebastián celebrada en la sede de su partido), y fue secundada por el resto de municipios vascos, muchos de ellos gobernados por el PNV. El punto clave del conflicto fueron las elecciones convocadas por los municipios de las tres provincias vascas (sin la aprobación de las Cortes) de unas elecciones indirectas (votaban los concejales) para el 12 de agosto con el fin de nombrar una Comisión que negociara la defensa del Concierto Económico y que el gobierno intentó impedir por todos los medios (detuvo y procesó a más de mil alcaldes y concejales y sustituyó a numerosos ayuntamientos por comisiones gestoras gubernamentales).
El momento de mayor tensión se alcanzó durante la primera quincena de septiembre. El día 2 de septiembre los parlamentarios vascos, tanto socialistas como del PNV, presididos por Indalecio Prieto, diputado socialista por Bilbao, celebraron la Asamblea de Zumárraga el 2 de septiembre en solidaridad con los municipios y a la que también asistieron algunos diputados de la Esquerra Republicana de Cataluña (sin embargo, el PNV no quiso suscribir la propuesta de que los partidos políticos formaran unas comisiones que asumiesen la dirección del movimiento de los municipios, porque eso le daría un sesgo “político” vinculándolo a la “revolución” que estaban preparando los socialistas; de hecho el 28 de septiembre los parlamentarios del PNV acordaron volver al parlamento y un portavoz del partido manifestó que el PNV no apoyaría ni contribuiría en el “rumoreado movimiento” que se anunciaba como “huelga general revolucionaria”). El día 7 de septiembre dimitieron en bloque los ayuntamientos vascos y el 10 de septiembre fueron detenidos el alcalde y treinta y un concejales del Ayuntamiento de Bilbao (y conducidos poco después a la cárcel de Burgos) acusados del delito de sedición por haber sido los iniciadores de la “rebelión”. El día anterior 9 de septiembre fue asesinado en San Sebastián el propietario de un hotel y conocido falangista Manuel Carrión Damborenea y al día siguiente era asesinado, también en San Sebastián, el líder de Acción Republicana Manuel Andrés Casaus, que había sido director general de Seguridad en el último gobierno de Azaña (el entierro de Manuel Andrés Casaus, que fue encabezado por Manuel Azaña y por Indalecio Prieto, constituyó el mayor acto de masas celebrado en San Sebastián hasta entonces). Por último, el día 15 de septiembre fue detenido el empresario bilbaíno Horacio Echevarrieta, en tiempos amigo íntimo de Indalecio Prieto, por ser sospechoso de estar implicado en el alijo de armas del barco ''Turquesa'' descubierto días antes en Asturias. El gobierno con esta detención intentaba llevar la impresión a la opinión pública de que Echevarrieta había adquirido las armas para la revolución que llevaban anunciando hacía tiempo los socialistas, uno de cuyos dirigentes principales era su antiguo amigo Indalecio Prieto.

## "Octubre" en el País Vasco
Después de Asturias (Ver Revolución de 1934 de Asturias) y Cataluña (Ver Proclamación del Estado Catalán en octubre de 1934), el lugar donde los acontecimientos de octubre de 1934 tuvieron mayor gravedad fue en el País Vasco. Allí durante la semana que duró la huelga insurreccional (del 5 al 12 de octubre) hubo 40 víctimas mortales (la mayoría de ellas insurrectos, más un guardia civil y un guardia de asalto), y entre ellas un personaje de la relevancia de Marcelino Oreja Elósegui, diputado por Vizcaya en 1931 y 1933 y destacado militante tradicionalista, cuyo asesinato acaecido en Mondragón conmocionó a todo el País Vasco.
El valor que concedieron los socialistas al País Vasco para el triunfo de la revolución en toda España se debió a la importancia estratégica de la zona minera e industrial de Bilbao y de Éibar, el principal centro de fabricación de armas de España (con unas treinta fábricas, dos de ellas cooperativas socialistas), además del peso de Vizcaya, al ser uno de los bastiones históricos del socialismo español y base política de Indalecio Prieto, uno de los líderes del movimiento insurreccional. Por otro lado los responsables de la revolución debieron pensar que allí sería donde tendría mayor apoyo debido a los acontecimientos que se habían producido en los dos meses anteriores que habían convertido al País Vasco en uno de los focos de mayor tensión de España.
Sin embargo, los socialistas no pudieron contar con el PNV, el primer partido vasco tras las elecciones de 1933, ni con su sindicato Solidaridad de Obreros Vascos (SOV), a pesar de que habían colaborado en la “rebelión” de los ayuntamientos vascos y en la Asamblea parlamentaria de Zumárraga, porque se trataba de dos organizaciones católicas  contrarias a la idea del socialismo. De ahí que nada más iniciarse la insurrección la dirección del PNV ordenara a sus afiliados que se “abstuvieran de participar en movimiento de ninguna clase prestando atención a las órdenes que en caso preciso serán dadas por las autoridades”.
Si bien en Álava la “huelga general revolucionaria” convocada por los socialistas tuvo un escaso seguimiento (en Vitoria sólo pararon los panaderos el sábado 6 y algunas pocas fábricas y talleres, mientras que los periódicos no dejaron de publicarse, y los bares, tabernas y comercios permanecieron abiertos, y no hubo ningún incidente violento), y lo mismo ocurrió en Navarra (sólo hubo incidentes en Alsasua donde se produjo la única víctima mortal de la provincia: el día 8 en un choque con la Guardia civil un huelguista resultó muerto), en Vizcaya y en Guipúzcoa sí que se produjo una huelga insurreccional que duró entre los días 5 y 12 de octubre, y en algunos puntos como la zona minera de Vizcaya el conflicto se prolongó hasta el lunes 15 de octubre.

### Guipúzcoa
En Guipúzcoa se declaró la “huelga general revolucionaria” el viernes 5 de octubre y el paro fue total, produciéndose escasos incidentes violentos (como tiroteos contra la fuerza pública, acciones de piquetes, cargas policiales, estallido de algún artefacto), excepto en Éibar y Mondragón, donde se produjo una auténtica insurrección armada. Por otro lado, en Pasajes, en la noche del 8 al 9 de octubre, cuando la huelga había prácticamente acabado en toda la provincia y se volvía a la normalidad, se produjo un intenso tiroteo entre los revolucionarios, soldados y guardias en el que murieron seis personas, todas ellas insurrectos.
En Éibar los huelguistas ocuparon la localidad, incluyendo el Ayuntamiento y la estación de ferrocarril, pero no consiguieron acabar con la resistencia de la Guardia Civil refugiada en su cuartel (que había sido reforzada con las dotaciones de los pueblos vecinos) y en el interior de algunas factorías de armas. Los tiroteos más intensos se produjeron en la mañana del viernes 5 de octubre, en los que murieron cinco personas, cuatro insurrectos y un guardia de asalto. Esa misma mañana fue asesinado en la calle el dirigente carlista Carlos Larrañaga cuando volvía de la iglesia.  Para sofocar la rebelión de Éibar se puso en marcha un plan diseñado por el gobernador civil de Guipúzcoa Emeterio Muga: envió desde San Sebastián y desde Bilbao guardias de asalto con algunos carros armados con ametralladoras, además de dos compañías de infantería procedentes de Vitoria. Además los guardias civiles efectuaron varias salidas desde el cuartel que cogieron por sorpresa a los revolucionarios, lo que permitió la entrada en la ciudad de los guardias y de los soldados. En la tarde del mismo viernes día 5 el dirigente socialista Toribio Echevarría negoció la rendición de los obreros sublevados. Unos 170 vecinos fueron sometidos a consejos de guerra por su participación en la insurrección.
En Mondragón, como en Éibar, la acción tuvo el carácter de una insurrección armada, cuyo objetivo prioritario fue, también como en Éibar, el cuartel de la Guardia Civil que fue tiroteado desde primeras horas de la madrugada del 5 de octubre. La localidad quedó en manos de los insurrectos que proclamaron la “república socialista”, ocuparon la estación de ferrocarril, destrozaron la central de teléfonos y requisaron diversos comercios, regulando el reparto de alimentos. Detuvieron a 72 personas consideradas “enemigas” de la revolución. Dos de ellas, el diputado carlista Marcelino Oreja, presidente de la mayor factoría metalúrgica de la localidad, y Dagoberto Rezusta, consejero de la misma empresa y diputado provincial por el Partido Republicano Radical, fueron asesinados por piquetes de huelguistas que los “fusilaron” –según la expresión que usaron- contra la pared posterior del frontón. Además un trabajador que se dirigía en bicicleta a su trabajo fue muerto por disparos de los insurrectos por no incorporarse a la huelga. Sin embargo el día 6 la sublevación ya había sido dominada.

### Vizcaya
En Vizcaya el 5 de octubre unos 3.000 mineros ocupaban la zona minera sin encontrar resistencia porque las fuerzas de orden público se replegaron a Bilbao, sin que se registrase una sola víctima. En Bilbao y en las dos márgenes de la ría (Baracaldo-Sestao-Portugalete; Deusto-Erandio-Lejona) la acción de los insurgentes se dirigió a forzar la paralización de la capital y de toda la zona industrial y portuaria. Las intervenciones más duras de las fuerzas de orden público y del Ejército se produjeron el sábado 6 de octubre en San Salvador del Valle y Gallarta, en la carretera entre Bilbao y Santander, y en Baracaldo y Portugalete. En Bilbao hubo tiroteos continuos durante el domingo día 7, pero la violencia cesó el lunes 8, día en que la ciudad comenzó a recobrar la normalidad.
El fracaso relativo de la huelga revolucionaria en Bilbao hay que atribuirlo en gran parte a las medidas preventivas que había tomado el gobernador civil Angel Velarde. En los días anteriores a que estallara la insurrección concentró las fuerzas de la Guardia Civil en puntos estratégicos y poblaciones importantes, abandonando la zona minera, lo que le permitió controlar la zona de Baracaldo-Sestao, y también cortó todas las entradas a Bilbao con tropas del ejército y efectivos de la Guardia Civil y Guardia de Asalto, con lo que impidió que se produjera una marcha sobre la capital desde la zona minera (lo que intentaron unos 500 mineros de Somorrostro el día 5, sin conseguirlo). Diez días antes ya había dispuesto una vigilancia especial sobre las centrales eléctricas, depósitos de agua y centrales telefónicas. Además nada más declararse la insurrección el día 5 Velarde consiguió detener a las ejecutivas locales socialistas y comunistas, además de clausurar casas del pueblo y centros obreros (además de los centros nacionalistas vascos), por lo que la revolución en Vizcaya quedó descabezada. En Bilbao hubo 16 muertos entre los días 5 y el 11, quince huelguistas y un comerciante, como consecuencia de la agresión que sufrió por parte de un piquete cuando intentaba abrir su establecimiento. En Portugalete tres muertos, uno de ellos un guardia civil. En Durango resultaron muertos dos ferroviarios afiliados a los Sindicatos Profesionales, como consecuencia de la agresión que sufrieron por parte de los revolucionarios al no querer secundar la huelga.

### El final de la insurrección
El jueves día 11 de octubre la UGT de Vizcaya, la Alianza Obrera de Guipúzcoa y la dirección de la Solidaridad de Obreros Vascos (cuyos afiliados se habían “abstenido” de participar en el movimiento y no había ido a trabajar) hicieron un llamamiento para que los trabajadores se reincorporaran al trabajo al día siguiente. “Era el reconocimiento de que la revolución había fracasado”.
La dirección de la revolución en el País Vasco correspondió a los socialistas ya que la UGT era el sindicato hegemónico tanto en las zonas industriales como en las mineras, aunque los  comunistas tuvieron un papel relevante en algunas localidades (la CNT al parecer sólo intervino en los sucesos de Pasajes de la noche del 8 al 9). En consecuencia casi todos los dirigentes del socialismo vasco (Indalecio Prieto, Julián Zugazagoitia, Guillermo Torrijos, Ramón Rubial y muchos otros) o fueron encarcelados o hubieron de exiliarse.
En cuanto a la posible participación del nacionalismo vasco, el gobernador civil de Vizcaya acusó al PNV y a su sindicato SOV de haber colaborado en la insurrección en Vizcaya (no en Guipúzcoa), y, aunque se demostró que las pruebas aportadas eran inconsistentes, ordenó el cierre de los locales del PNV y del SOV y detuvo a la ejecutiva de Vizcaya durante los días siguientes (serían puestos en libertad sin cargos varias semanas después y los locales nacionalistas reabiertos). Al mismo tiempo se desató una dura campaña contra el “separatismo” vasco por parte de la prensa “españolista” de Bilbao (La Gaceta del Norte y El Pueblo Vasco), de Pamplona (Diario de Navarra) y de Madrid (ABC), que intentó ser contrarrestada, sin demasiado éxito, por la prensa nacionalista vasca que recordó que el catolicismo y la defensa del orden social eran unas de las señas de identidad del PNV, y también de la SOV, afiliada a la Internacional Obrera Cristiana.